# Armada Real de Jordania
La Armada Real de Jordania es la rama de guerra naval de las Fuerzas Armadas del Reino de Jordania. El Reino de Jordania tiene salida al mar en su extremo sur, tiene solamente 26 kilómetros de costa en el Golfo de Áqaba que proporciona un acceso a las aguas del Mar Rojo.

## Historia
La Real Fuerza Naval se estableció en 1951 como la Real Guardia costera, su cuartel se estableció en Áqaba, su tamaño era el de una compañía de infantería de 200 hombres. En 1952, el cuartel general de la Guardia Costera se trasladó a la zona del Mar Muerto y permaneció allí hasta 1967. En 1974, la Guardia Costera recibió cuatro lanchas patrulleras medianas y equipo para los buzos y hombres rana. El elemento naval de las fuerzas armadas, aunque denominado Armada Real de Jordania, siguió siendo parte integral del ejército jordano. Realizando esencialmente una misión de guardacostas, en 1988 tenía 300 oficiales y hombres destacados en Áqaba, el único puerto del país, con acceso al Mar Rojo. La marina operaba cinco lanchas patrulleras costeras de fabricación estadounidense armadas con ametralladoras ligeras. La marina ayudó en el mantenimiento de la seguridad portuaria, operando en conjunto con el personal de aduanas e inmigración para garantizar el cumplimiento de las leyes y regulaciones del país. A finales de 1987, se encargaron a Reino Unido tres naves más grandes, de 95 toneladas cada una. Cuando se presentaron, cada una tenía una tripulación de 16 personas y estaba armada con cañones de 20 y 30 mm. Las unidades navales israelíes de la Marina de Israel ubicadas en el puerto de Eilat consistían en pequeñas lanchas patrulleras ligeramente armadas. En 1991, la Guardia Costera recibió tres lanchas patrulleras pesadas de la clase Hawk. En noviembre de 1991, la Guardia Costera Real pasó a llamarse Real Fuerza Naval. Como parte de la exposición IDEX 2009, el Dr. Moayad Samman, presidente y director ejecutivo CEO de la Oficina de Diseño y Desarrollo del Rey Abdullah II firmó un acuerdo de empresa conjunta (joint venture) con el Sr. Mark T. Hornsby, director general de River Hawk Shipbuilding Corporation, para establecer River Hawk Shipbuilding Jordan. Ambas empresas acordaron establecer River Hawk Shipbuilding Jordan para fabricar, comercializar y suministrar embarcaciones de plataforma avanzada multimisión, brindar capacitación, servicio y mantenimiento en cada embarcación vendida, explorar el desarrollo de otras embarcaciones para clientes en la región, así como brindar servicios de mantenimiento para otras embarcaciones. La asociación permitirá a River Hawk intercambiar conocimientos y beneficiarse de mano de obra calificada para fabricar embarcaciones de primera línea que se comercializarán a las Reales Fuerzas Armadas de Jordania como cliente preferente.

## Mando
La fuerza naval jordana está formada por 27 lanchas patrulleras y tiene una dotación total de más de 700 efectivos, además del 77.º batallón de reconocimiento militar de infantería de marina. La base de la Armada Real de Jordania se encuentra en Áqaba. La fuerza naval forma parte de las fuerzas armadas, en julio de 2016, el comandante de la Armada era el general de brigada Ibrahim Salman Al-Naimat. La Armada Real de Jordania también coopera con otras naciones de la región, siendo parte de la fuerza de tarea combinada 152 que brinda seguridad en el Golfo Pérsico. La Armada Real de Jordania es la fuerza de guerra marítima de las Fuerzas Armadas del Reino de Jordania.

## Organización
- Cuartel General del Comando Naval y Estado Mayor.
- Compañía de Señales Navales.
- Grupo de Buques de Combate.
- Grupo de Hombres Rana Navales.
- 77.º Batallón de Infantería de Marina.
- Unidad de Barcos Especiales Navales.
- Equipo antiterrorista de fuerzas especiales.
- Compañía de Vigilancia Marina.
- Grupo de soporte técnico.
- Centro de Formación Marítima.

## Embarcaciones
- 3 barcos de la clase Al-Hussein armados con dos cañones de 30 mm, un cañón de 20 mm y una ametralladora de 12,7 mm.
- 2 barcos de la clase Al-Hashim.
- 8 barcos de la clase Abdullah.
- 8 barcos de la clase Faysal.
- 4 embarcaciones AMP-137 PB.
- 2 embarcaciones de la clase Halcón.
- 10 lanchas ligeras de las fuerzas especiales.